# Emanuele Naspetti
Emanuele Naspetti (Ancona, 24 febbraio 1968) è un pilota automobilistico italiano.
In carriera ha vinto il campionato italiano di Formula 3 nel 1988 e il campionato italiano superturismo nel 1997. Conta anche sei partecipazioni in Formula 1, pur senza ottenere punti.

## Carriera
Parallelamente alla propria carriera agonistica fonda la Naspetti S.p.A. azienda impegnata nella valorizzazione dei talenti in pista.

### Karting
Debutta nel mondo delle corse a 12 anni. Nei sette anni di militanza nel karting (1980-1986) disputa oltre 200 gare raccogliendo successi in competizioni italiane ed internazionali.

### Formula 3
Nel 1987 disputa il Campionato Italiano di Formula 3 con il team Forti Corse.
Nel 1988, sempre a bordo della Dallara-Alfa Romeo della Forti Corse, si laurea Campione Italiano di Formula 3.

### Formula 3000
Nel 1989 partecipa al Campionato FIA International Formula 3000 con il team Roni Motorsport. 
L'anno successivo è ingaggiato del team Eddie Jordan Racing per rimpiazzare il campione in carica Jean Alesi, passato alla Formula 1.
Nel 1991, tornato alla Forti Corse, vince 4 gare e chiude terzo in Campionato. 
Nello stesso anno vince all'esordio la gara di Varano (Classe S2) del Campionato Italiano SuperTurismo con la Peugeot 405 ufficiale.

### Formula 1
Il 1992 è l'anno del debutto nel campionato mondiale di Formula 1, al volante della March-Ilmor. 
Abbandona quindi il FIA International Formula 3000 mentre occupa la prima posizione in classifica a poche gare dal termine.
Nel weekend del Gran Premio di San Marino 1993 viene ufficializzato il suo ingaggio come pilota collaudatore della Jordan Grand Prix per la stagione in corso. Corre in gara solo il Gran Premio del Portogallo dove, dopo una buona qualifica, è costretto al ritiro per la rottura del propulsore Hart.
Nello stesso anno prende parte anche ad alcune gare del Campionato giapponese di Formula 3000.

### Vetture a ruote coperte
A partire dal 1994 corre con la BMW nel Superturismo. Ottiene un totale di 27 successi e nel 1997 si aggiudica il titolo di Campione Italiano SuperTurismo. Nello stesso anno partecipa alla 24 Ore di Spa, cogliendo la vittoria tra le vetture diesel e la terza posizione assoluta.
Nel 2000 partecipa alla 24 Ore di Le Mans al volante di una Lola-Judd, mentre nel 2001 inizia l'avventura con vetture GT al volante della Ferrari 550 Maranello del Team Rafanelli (Campionato FIA GT).
Nel 2002 e nel 2003 è negli USA (American Le Mans Series) alla guida della Ferrari 550 Maranello.
Nel 2004 torna in Europa, sempre nel FIA GT, al volante di una Ferrari 575M Maranello del team GPC.
Nel 2005 è di ritorno sulle scene americane al volante di una Panoz per la 12 Ore di Sebring.
Nel 2006 è nuovamente al volante di una BMW nel neonato Campionato Italiano SuperTurismo (cinque vittorie e seconda posizione finale), mentre nel 2009 partecipa alla Porsche Carrera Cup Italia vincendo la gara di Adria.

## Risultati in Formula 1
| 1992 | Scuderia | Vettura |  |  |  |  |  |  |  |  |  |  |  |    |     |    |    |     |  | Punti | Pos. |
| ---- | -------- | ------- |  |  |  |  |  |  |  |  |  |  |  | -- | --- | -- | -- | --- |  | ----- | ---- |
| 1992 | March    | CG911B  |  |  |  |  |  |  |  |  |  |  |  | 12 | Rit | 11 | 13 | Rit |  | 0     |      |

| 1993 | Scuderia | Vettura |  |  |  |  |  |  |  |  |  |  |  |  |  |     |  |  |  | Punti | Pos. |
| ---- | -------- | ------- |  |  |  |  |  |  |  |  |  |  |  |  |  | --- |  |  |  | ----- | ---- |
| 1993 | Jordan   | 193     |  |  |  |  |  |  |  |  |  |  |  |  |  | Rit |  |  |  | 0     |      |

| Legenda | 1º posto     | 2º posto | 3º posto    | A punti         | Senza punti/Non class.  | Grassetto – Pole position Corsivo – Giro più veloce |
| Legenda | Squalificato | Ritirato | Non partito | Non qualificato | Solo prove/Terzo pilota | Grassetto – Pole position Corsivo – Giro più veloce |